# Apu (tidning)
Apu är en  finländsk tidskrift som ges ut av A-lehdet. Har en upplaga av cirka 128 059 exemplar, 2015.
Apu grundades 1933 i Helsingfors av Yrjö Lyytikäinen, känd som burleskskrivare under signaturen Matti, också var mångårig huvudredaktör. Tidningen såldes ursprungligen på gatorna av arbetslösa under den stora depressionen (finska apu = hjälp).

## Redaktörer
- Marja Aarnipuro, 2011–